# Nitrianske Hrnčiarovce
Nitrianske Hrnčiarovce jsou obec na Slovensku, v okrese Nitra v Nitranském kraji. Žije zde přibližně 2 200 obyvatel.
První písemná zmínka o obci pochází z roku 1113. V obci se nachází římskokatolický kostel sv. Jiří.